# Cerro Hoya
Le cerro Hoya (cerro en espagnol : colline) est le point culminant de la sierra de Azuero (es), ainsi que de la péninsule d'Azuero, avec une altitude de 1 559 mètres. Il fait partie du parc national du cerro Hoya (es) et se situe dans la province de Veraguas. On y trouve les dernières forêts humides de la péninsule.

## Géologíe
Le cerro Hoya, avec la punta Blanca, constituent les restes d'une des deux îles volcaniques qui ont formé la péninsule d'Azuero. Le cerro Hoya est un complexe d'accrétion en trois phases distinctes de roches datant du Paléocène à l'Éocène moyen.